# BOR-4
Pour les articles homonymes, voir BOR.

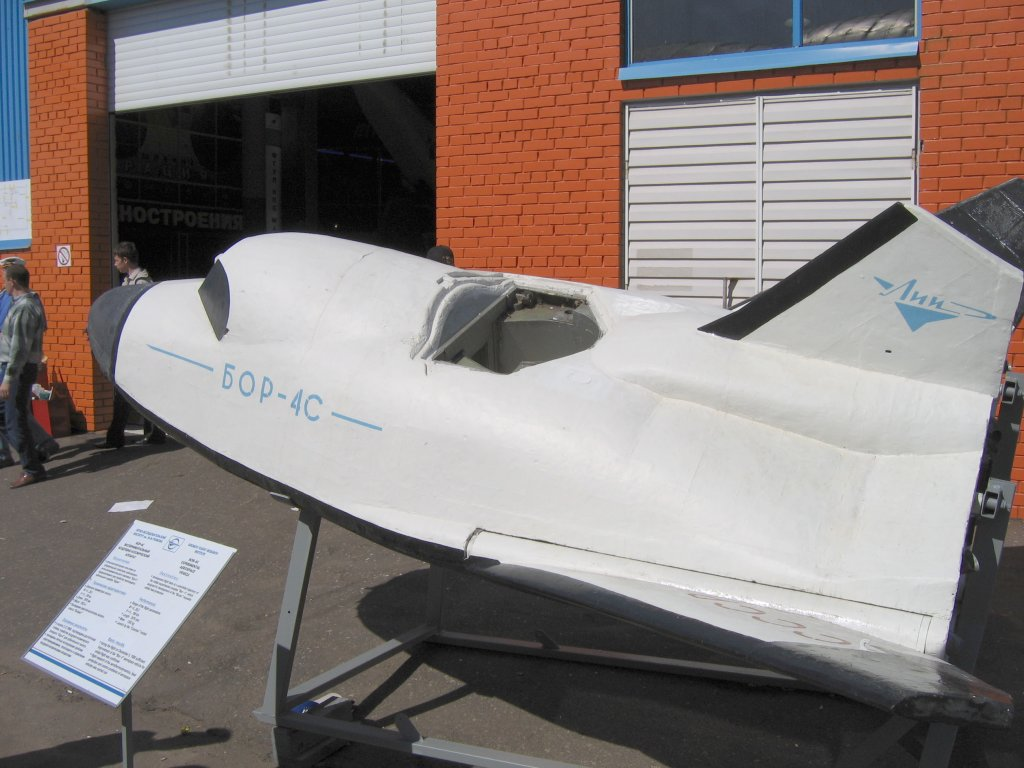
BOR-4S au Salon international aérospatial de Moscou, à Joukovski, 2005.

La navette spatiale soviétique BOR-4 (en russe : БОР-4) est une version non pilotée à l'échelle un demi de l'avion spatial Spiral — le MiG-105 — de type corps portant utilisée pour tester les tuiles du bouclier thermique ainsi que les parties en carbone-carbone renforcé de la navette spatiale Bourane, alors en cours de développement. BOR est l'acronyme russe pour avion-fusée orbital sans pilote (en russe : Беспилотный Орбитальный Ракетоплан 4, Bespilotnyi Orbital'nyi Raketoplan 4).

## Présentation
Plusieurs véhicules BOR ont été construits et ont été lancés entre 1982 et 1984 depuis la base de Kapoustine Iar et ont rejoint le sol après avoir volé à des vitesses atteignant Mach 25. Pour rejoindre le sol, les vaisseaux BOR ouvrent un parachute et effectuent un amerrissage avant d'être récupérés par la marine soviétique. Le test effectué avec BOR-4 est presque identique à celui mené par l'US Air Force dans le cadre du programme Aerothermodynamic Elastic Structural Systems Environmental Tests (ASSET) dans les années 1960 pour valider la conception du bouclier thermique du Dyna-Soar. Le 3 juin 1982, un avion de reconnaissance P-3 Orion de la Force aérienne royale australienne a pu réaliser les premières images occidentales de l'engin en cours de récupération par un navire soviétique, près de l'île Cocos.
Ces images ont permis aux Américains de reconstituer une maquette de l'engin pour études, aboutissant au corps portant HL-20.
BOR-4 est légèrement diffèrent du vaisseau Spiral. Il présente un corps aplati, plus large, avec un stabilisateur vertical beaucoup plus petit. L'emplacement du turboréacteur qui devait être utilisé durant la phase subsonique de retour semble avoir été éliminé, et les stabilisateurs inclinés ont été coupés à l'angle Mach, une particularité de MiG. En outre, les ailes ne sont plus à géométrie variable mais fixes, avec un angle de 60 degrés par rapport à la verticale et jouent donc uniquement le rôle de stabilisateurs verticaux.
Plusieurs de ces engins ont été conservés dans des musées de l'aérospatiale dans le monde entier.

## Vols
- 4 juin 1982 : COSMOS 1374 (russe : Космос-1374) Vol suborbital, amerrissage dans l'océan Indien à environ 900 km à l'ouest de l'Australie ;
- 16 mars 1983 : COSMOS 1445 (russe : Космос-1445) Vol orbital, amerrissage dans l'océan Indien à environ 900 km à l'ouest de l'Australie ;
- 27 décembre 1983 : COSMOS 1517 (russe : Космос-1517) Vol orbital, amerrissage dans la mer Noire à l'ouest de la péninsule de Crimée ;
- 19 décembre 1984 : COSMOS 1614 (russe : Космос-1614) Vol orbital, amerrissage dans la mer Noire à l'ouest de la péninsule de Crimée.

## Caractéristiques
Le véhicule, d'une masse de 1,5 tonne, est placé sur une orbite à 225 km d'altitude par un lanceur Cosmos-3M. Après deux orbites autour de la Terre, le vaisseau effectue une rentrée en suivant une trajectoire similaire à celle prévue pour la navette Bourane.